# Марьянник
Марья́нник (лат. Melampýrum) — род однолетних полупаразитных растений семейства Заразиховые (Orobanchaceae).

## Ботаническое описание
Однолетние, полупаразитные растения, голые или опушённые. Корни слабые, неглубокие, но на них имеются корневые присоски, которыми марьянник присасывается к другим растениям и высасывает из них воду и питательные вещества.
Стебли прямые, более-менее ветвистые.
Листья зелёные, супротивные, ланцетные, линейные или яйцевидные, большей частью остроконечные, цельнокрайные или верхние при основании вырезанные, почти сидячие или на коротких, 1—2 мм длиной черешках.
Цветки более-менее крупные, сидячие или на голых или опушённых цветоножках в пазухах крупных прицветников, собранные вверху стебля и его ветвей в колосовидные или кистевидные соцветия. Прицветники яйцевидно- или линейно-ланцетные, большей частью по бокам вырезанно-зубчатые или щетинково-зубчатые, редко цельнокрайные. Чашечка трубчато-колокольчатая, четырёхзубчатая, голая или опушённая, верхние зубцы иногда крупнее, все заострённые, редко тупые. Венчик двугубый, голый или большей частью коротко опушённый, с цилиндрической, тонкой, наверху постепенно расширяющейся, выставляющейся, в основании немного расширенной трубкой; верхняя губа шлемовидная, сжатая с боков, с узкими, отвороченными наружу краями; нижняя губа немного превышает верхнюю, оттопыренная, в основании с двумя бугорками (выпуклинами) и тремя короткими, равными лопастями наверху. Тычинок четыре, из них две более длинные, прикреплённые в верхней части трубки; пыльники сближенные, почти вертикальные, двугнёздные, гнёзда при основании с остроконечными придатками, по верхнему краю длинно бородатые. Пестик один, с двугнёздной завязью и нитевидным, длинным, загнутым наверху столбиком, гладким или в верхней части опушённым, с головчатым рыльцем.
Коробочка сплюснутая, яйцевидная или полушаровидная, гладкая или покрытая маленькими волосками, тупая или остроконечная, двугнёздная, гнёздоразрывная, вскрывается с одной передней стороны или с двух сторон, с одним или двумя семенами в каждом гнезде. Семена 4 мм длиной, 1,5—2 мм шириной, эллиптические или продолговатые, почти трёхгранные, гладкие, с присемянником.

## Распространение и экология
Встречаются в Европе, Азии и Северной Америке.
Наиболее известный на территории России вид — марьянник дубравный (Melampyrum nemorosum), или Иван-да-Марья.
Марьянник, поселяясь рядом с муравейником, рассыпает вокруг свои семена, похожие на муравьиные куколки. Муравьи, принимая их за своё потомство, утаскивают в свои норки, где эти семена и прорастают, окружённые заботой муравьёв. Муравьи же питаются мясистыми придатками (элайосомами), которыми снабжены семена марьянника.

## Классификация

### Таксономическое положение
- Melampyrum L., 1753, Sp. Pl. : 605

Род Марьянник включается в семейство Заразиховые (Orobanchaceae) порядка Ясноткоцветные (Lamiales), последовательно входящего в более крупные клады Ламииды → Астериды → Суперастериды → Эвдикоты → Цветковые растения. Таксономическая схема в соответствии с Системой APG IV по состоянию на июнь 2024 года:
|  |                          |  |                                   |                                   |                       |  | еще 23 семейства |              |               |                                                            |
|  |                          |  |                                   |                                   |                       |  |                  |              |               | 44 подтвержденных вида и 17 видов, ожидающих подтверждения |
|  |                          |  |                                   | порядок Ясноткоцветные            |                       |  |                  |              | род Марьянник |                                                            |
|  |                          |  |                                   | порядок Ясноткоцветные            |                       |  |                  |              | род Марьянник |                                                            |
|  | клада Цветковые растения |  |                                   |                                   | семейство Заразиховые |  |                  |              |               |                                                            |
|  | клада Цветковые растения |  |                                   |                                   |                       |  |                  |              |               |                                                            |
|  |                          |  | ещё 63 порядка цветковых растений | ещё 63 порядка цветковых растений |                       |  |                  | еще 98 родов | еще 98 родов  |                                                            |
|  |                          |  |                                   | ещё 63 порядка цветковых растений |                       |  |                  |              | еще 98 родов  |                                                            |

### Виды
Некоторые виды:
- Melampyrum alboffianum Beauv. — Марьянник Альбова
- Melampyrum argyrocomum Fisch. — Марьянник серебристохохлатый
- Melampyrum arvense L. — Марьянник полевой — Европа, Кавказ, Западная Сибирь, Турция
- Melampyrum barbatum Waldst. & Kit. ex Willd.
- Melampyrum carstiense Fritsch
- Melampyrum caucasicum Bge. — Марьянник кавказский
- Melampyrum chlorostachyum Beauv. — Марьянник зелёноколосый
- Melampyrum cristatum L. — Марьянник гребенчатый — Европа, Кавказ, Сибирь, Средняя Азия, Малая Азия
- Melampyrum elatius Reut. — Марьянник высокий
- Melampyrum herbichii Wol. — Марьянник Гербиха
- Melampyrum klebelsbergianum Soo
- Melampyrum lacinlatum Koshewn. & Zing. — Марьянник разрезной
- Melampyrum lineare Desr. — Канада, США
- Melampyrum nemorosum L. — Марьянник дубравный — Европа, Восточная Сибирь
- Melampyrum polonicum (Beauv.)  Soo — Марьянник польский
- Melampyrum pratense L. — Марьянник луговой — Европа, включая Арктику, Малая Азия, Сибирь
- Melampyrum roseum Maxim. — Марьянник розовый — Дальний Восток России, Китай, Япония
- Melampyrum saxosum Baumg. — Марьянник скальный
- Melampyrum setaceum (Maxim.) Nakai — Марьянник щетинистый — Дальний Восток России, Китай, Корея, Япония
- Melampyrum sylvaticum L. — Марьянник лесной — Европа, включая Арктику
- Melampyrum velebiticum Borbas ex Hand.-Mazz.